# Ziya Şanal
Ziya Şanal (* 3. März 1956 in Balıkesir, Türkei) ist ein in Deutschland ausgebildeter Bauingenieur, der zum Gründungsrektor der Türkisch-Deutschen Universität in Istanbul ernannt wurde.
Şanal wurde im Jahr 1985 an der Ruhr-Universität Bochum an der Fakultät für Bauingenieurwissenschaften promoviert und veröffentlichte mehrere Fachbücher im Bereich Ingenieurmathematik. Zuletzt arbeitete er als Professor an der Fakultät Bauingenieurwesen der Hochschule für angewandte Wissenschaften München. Er wurde vom türkischen Staatspräsidenten Abdullah Gül am 13. Oktober 2010 zum Gründungsrektor der Türkisch-Deutschen Universität ernannt.